# Plaquage ventral
 (14 mars 2021).
Motif : la technique médicale et la technique policière portent sur la mise sur le ventre de personnes, mais dans des buts très différents. Chaque sujet semble avoir le potentiel d'être développé à part.

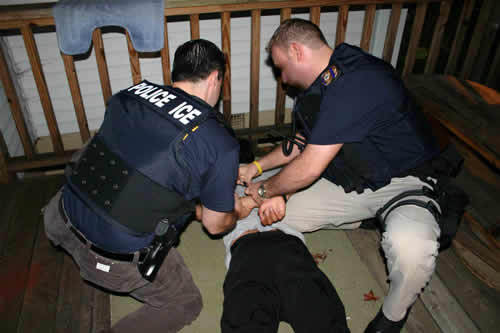
Mise à plat-ventre lors d'une opération de police.

Un plaquage ventral, ou mise à plat-ventre, ou encore décubitus ventral (DV) en médecine, est l'action d'allonger une personne sur le ventre. Il est utilisé en tant que geste technique en médecine et peut être utilisé comme manœuvre d'immobilisation par la police, bien que son usage soit controversé pour les risques de décès chez la personne immobilisée.

## En médecine
Le décubitus ventral est la position d'attente de base en cas de plaies et des brûlures du dos.
Le retournement en décubitus ventral est une manœuvre de réanimation indiquée dans les cas d'hypoxémie sévère des patients atteints de syndrome de détresse respiratoire aiguë (SDRA), notamment les personnes atteintes du SARS-CoV-2. Les avantages attendus en cas de SDRA sont les suivants :
- la position diminue la pression sur la partie antérieure du poumon et concentre l'atélectasie sur la partie antérieure ; on sacrifie la partie antérieure au profit de la partie postérieure afin d'améliorer le rapport ventilation alvéolaire/perfusion capillaire ;
- diminuer le barotraumatisme lié à la ventilation à pression positive (volotraumatisme).

Cette manœuvre est ancienne et peu coûteuse, mais relativement peu utilisée dans les services de réanimation moderne, à cause des réticences dues à une méconnaissance de la procédure, la crainte de complications, l’augmentation de la charge de travail (6 personnes sont nécessaires) et la difficulté de la technique.
Lors de la Pandémie de Covid-19 en France, Serena Ivaldi co-crée fin mars 2020 avec Nicla Settembre le projet Exo Turn, destiné à valider l'utilisation d'un exosquelette pour faciliter la réalisation d'un décubius ventral sur les patients en réanimation. Ce projet permet de réduire les risques de fatigue lombaire et de blessures sur les professionnels de santé.
Sur les nourrissons, cette position pour le couchage augmente le risque de mort subite.

## Dans la police
Le plaquage ventral, avec maintien sur le ventre, peut être utilisé comme technique d'immobilisation. Souvent associé d'une compression du thorax ou de l'abdomen, l'usage du plaquage ventral peut mener au décès de la personne immobilisée par asphyxie si la position est prolongée ou si d'autres facteurs de risques sont conjugués, comme le délire actif, pouvant être lié à la prise de cocaïne. L'asphyxie liée aux méthodes d'immobilisation et à la consommation de drogue est pointée du doigt par plusieurs études médicales comme étant la cause de l'augmentation significative du nombre de cas de morts subites en détention policière dans le monde depuis le début des années 1980 jusqu'au début des années 2000,.

### Aux États-Unis
Aux États-Unis, la pratique est interdite dans plusieurs villes. Elle le devient en 1980 à Los Angeles, après que la ville a connu une dizaine de morts. New York fait de même en 1993. Un cas notable de mort par plaquage ventral dans le pays est celle d'Eric Garner en 2014 à New York.
En mai 2020, le plaquage ventral est utilisé par un policier nommé Derek Chauvin lors de l'arrestation de George Floyd à Minneapolis, lequel succombe en quelques minutes (le plaquage ventral s'est accompagné d'un geste supplémentaire : une compression du genou sur sa nuque). Cette technique est autorisée par la ville de Minneapolis. Cela aura pour conséquence des émeutes et manifestations dans plusieurs villes aux États-Unis et dans le monde, pour protester contre les violences policières et particulièrement envers la communauté noire, avec le mouvement Black Lives Matter.

### En France
La mise en décubitus ventral est autorisée en France, à l'exception des forces de la police aux frontières, depuis un décès en 2003.
Un rapport d'Amnesty International datant de 2011 condamne la pratique du plaquage ventral par la France. Pour la Commission nationale de déontologie de la sécurité française, « cette forme d’immobilisation a été identifiée par la pratique internationale comme hautement dangereuse pour la vie ». En 2016, une autre association de défense des droits de l'homme, l'Action des chrétiens pour l'abolition de la torture, demande dans un rapport sur les violences policières que le plaquage ventral soit explicitement interdit.

#### Liste de décès impliquant un plaquage ventral en France
- En juin 2007, Lamine Dieng meurt d'« asphyxie mécanique » due à un plaquage ventral dans un fourgon de police parisien. Un non-lieu est ordonné en 2014 puis confirmé trois ans plus tard par la Cour de cassation[17]. Un recours déposé en 2017 à la Cour européenne des droits de l'homme (CEDH) est réglé à l'amiable entre la France et la famille en 2020, avec 145 000 euros de dédommagement[18].
- Le 9 octobre 2007, la France est condamnée par la CEDH après la mort en novembre 1998 de Mohamed Saoud, un franco-tunisien de 26 ans souffrant de troubles mentaux. Pris d'une crise de violence aiguë et ayant séquestré sa famille, il est maîtrisé par les policiers qui le maintiennent compressé sur le ventre pendant plus de trente minutes. Dans son jugement, la CEDH estime que « le décès de Mohamed Saoud est intervenu du fait de son immobilisation au sol par les policiers durant plus de trente minutes, alors qu’il était menotté aux chevilles et aux poignets. Le fait qu’il se soit débattu pendant ces longues minutes était certainement dû à une tentative pour se dégager de cette emprise insupportable, qui accroissait ses difficultés respiratoires. » Ajoutant : « Pendant le temps de l’agonie de Mohamed Saoud, les policiers étaient soignés par les pompiers.» La justice française ayant débouté la famille de la victime, estimant qu'aucune faute pénale ne pouvait être imputée aux policiers, la CEDH a également condamné la France pour manquement au droit à un procès équitable[19].
- Le 13 mai 2008, Hakim Ajimi, 22 ans, meurt à Grasse d'« asphyxie lente avec privation prolongée en oxygène » après avoir été plaqué au sol pendant de longues minutes par trois policiers en étant menotté aux mains et aux pieds.
- En 2009, dans le Doubs, Mohamed Boukrourou, suivi pour des troubles psychiatriques, meurt d'un arrêt cardio-respiratoire après avoir été placé en plaquage ventral et maintenu par trois policiers assis et debout sur son torse, ses jambes et son bassin[20]. En 2017, soit huit ans après les faits, la France est condamnée par la CEDH, pour mauvais traitement, dans cette affaire[21],[22].
- En septembre 2011, Serge Patouche, autiste, est étouffé par des policiers venus l’interpeller parce qu'ils le pensaient dangereux[23].
- En septembre 2014, Abdelhak Goradia, algérien de 51 ans, meurt par asphyxie dans le fourgon de police qui l’amène depuis le centre de rétention administrative de Vincennes jusqu'à Roissy pour être expulsé[24].
- Le 6 mars 2015, Amadou Koumé, 33 ans, après avoir consommé de la cocaïne et avoir été interpellé par la police qui l'a maintenu en décubitus ventral, meurt d'un « œdème pulmonaire survenu dans un contexte d’asphyxie et de traumatisme facial et cervical ».
- Le 19 juillet 2016, Adama Traoré, 24 ans, meurt à la suite de son interpellation. La technique du plaquage ventral est utilisée[25] mais les expertises se contredisent sur l'origine du décès. Adama Traoré pourrait être mort des conséquences de l'effort physique qu'il a prodigué durant sa fuite devant les forces de l'ordre[26] ou bien des conséquences du plaquage ventral[27].
- Le 3 janvier 2020, décès par asphyxie du livreur Cédric Chouviat, 42 ans, à la suite d'un contrôle de police à Paris. L'autopsie fait état d’une « manifestation asphyxique » avec une « fracture du larynx »[28]. Une vidéo d'un témoin montre trois agents de police pratiquer la technique du plaquage ventral. La famille a porté plainte pour « violences volontaires ayant entraîné la mort »[29].
- Le 23 septembre 2021, Saïd M'Hadi, un marseillais handicapé de 37 ans, décède après avoir été maîtrisé au sol lors d'un contrôle par les agents RTM[30],[31].

### En Belgique
Le plaquage ventral n'est pas proscrit, mais en revanche, il est « interdit de placer le genou sur ou au-dessus du cou de la personne arrêtée dans cette position (...) Pour immobiliser l'individu, le genou peut être placé sur l'épaule ou le dos de la personne ».

### En Suisse
L'usage de la pratique en Suisse a suscité des controverses en raison des décès auxquels elle est associée. En mai 2001, Samson Chuckwu (en), un Nigérian qui s'était vu refuser le droit d'asile, décède à la suite d'un plaquage ventral par des policiers qui tentaient de le menotter lors de son expulsion. Selon le rapport d'autopsie, le poids du corps d'un policier placé sur lui et notamment sur son thorax, ce qui constitue une entrave aux mouvements respiratoires, ainsi que son effort physique fourni pour se débattre, mènent à conclure que l'origine la plus probable du décès est l'asphyxie. La technique aurait ensuite été interdite en Suisse, selon plusieurs médias français,,. La loi de 2008 sur l'usage de la contrainte, dispose que « les techniques d'utilisation de la force physique susceptibles de causer une atteinte importante à la santé des personnes concernées sont interdites, en particulier les techniques pouvant entraver les voies respiratoires ». Selon France Info, si la clé d'étranglement n'est pas enseignée ni pratiquée, du moins en théorie, la technique du plaquage ventral reste tolérée à certains endroits. Selon le journal suisse Le Temps qui cite la police du canton de Vaud, la pratique serait autorisée dans le pays, sous certaines conditions: la durée du positionnement ventral devrait être réduite au strict minimum, afin de ne pas obstruer les voies respiratoires, et les agents devraient parler continuellement à la personne appréhendée. Toutefois, certains commandants et chefs opérationnels proscriraient la technique, jugée trop risquée. En 2018, la controverse resurgit à la suite du décès de Mike Ben Peter, un Nigérian de 37 ans, mort quelques heures d'une crise cardiaque après un plaquage ventral lors de son arrestation, à Lausanne. La police dit avoir retrouvé des boulettes de cocaïne dans sa bouche, mais la piste de l'overdose est exclue par les expertes légistes,. Celles-ci concluent à une cause multifactorielle du décès, qui comprend à la fois la position de contrainte mais aussi le stress, l’obésité et une malformation cardiaque. Selon elles, la position ventrale aurait pu accroître la situation de stress, ou ne jouer aucun rôle,. Des manifestants demandent en juillet 2020 d'interdire la pratique.